# Moser-Roth

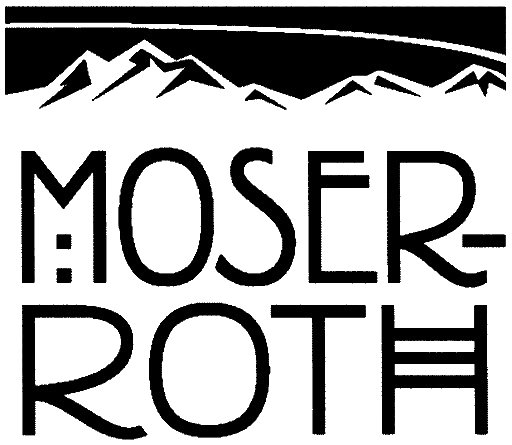
Moser-Roth logo.

Moser-Roth es una marca de chocolate Alemana producida por Storck para Aldi.

## Historia
La empresa fue fundada en 1841, en Stuttgart por el pastelero Wilhelm Roth Jr. En 1876, Roth se retiró de la empresa y la pequeña fábrica pasó a manos de Wilhelm Wagner y Kommerzienrat Sproesser. En 1881 la empresa se trasladó a unas instalaciones más amplias.
En 1896, la empresa se fusionó con su competidor de Stuttgart E. O. Moser & Cie, que había sido fundada en 1846 por el maestro pastelero Eduard Otto Moser. (1818–1878).
La marca Moser-Roth se registró en 1902 y la empresa tenía la fábrica de chocolate más grande de Stuttgart en el siglo XX, empleando hasta 550 personas alrededor de 1910. Otras empresas de chocolate en Stuttgart en ese momento incluían a Eszet, Haller, Waldbaur, Schoko-Buck, Friedel y Alfred Ritter GmbH & Co. KG, de las cuales solo la última todavía existe. Eszet ahora es de Sarotti.
A principios de 1942, el Partido Nazi Alemán cerró la empresa por motivos políticos. En septiembre de 1944, toda la fábrica se incendió en un ataque aéreo.
Karl Haller de Stuttgart adquirió la marca Moser-Roth en 1947 y en 1948 reanudó la producción en la sección de Obertürkheim de la ciudad. Después de su muerte, Melitta adquirió la compañía Haller; La producción de chocolate continuó hasta 1967, después de lo cual la marca Moser-Roth pasó por varios propietarios y finalmente se vendió a Storck. Desde junio de 2007, Storck produce chocolate para Aldi en Moser-Roth GmbH, ubicada en el distrito berlinés de Reinickendorf. Moser-Roth es la marca premium de chocolate de Aldi; recibió un premio de la Sociedad Agrícola Alemana en 2007.